# Drosophila fengkainensis
Drosophila fengkainensis este o specie de muște din genul Drosophila, familia Drosophilidae, descrisă de Chen în anul 2008. Conform Catalogue of Life specia Drosophila fengkainensis nu are subspecii cunoscute.